# Hanka Ordonówna
Hanka Ordonówna, właśc. Marianna Tyszkiewicz z domu Pietruszyńska (ur. 4 sierpnia 1902 w Warszawie, zm. 8 września 1950 w Bejrucie) – polska piosenkarka, autorka wierszy i tekstów piosenek, tancerka i aktorka.

## Życiorys
Urodziła się w kamienicy przy ul. Żelaznej 68 w Warszawie. Była córką Władysława Pietruszyńskiego i Heleny z d. Bieńkowskiej. Jej ojciec był kolejarzem.
W dzieciństwie uczęszczała do szkoły baletowej przy Teatrze Wielkim w Warszawie, a w wieku 16 lat debiutowała w teatrzyku rewiowym „Sfinks” w programie Niech żyje pokój!. Z czasem otwierała tańcem kolejne programy teatru, zarówno solowo, jak i w duecie z Bolesławem Brodelkiewiczem. W tym okresie, za namową Karola Hanusza, przybrała pseudonim artystyczny Anna Ordon. W „Sfinksie” zadebiutowała także jako piosenkarka utworem „Szkoda słów”, którego słowa napisał dla niej Artur Tur; jej występ wokalny został jednak chłodno przyjęty przez krytyków i szybko zszedł z afisza.
Po odejściu ze „Sfinksa” przeszła do kabaretu „Wesoły Ul” w Lublinie, w którym występowała już jako Hanka Ordonówna i zyskała popularność jako wykonawczyni piosenek o tematyce żołnierskiej, m.in. „O mój rozmarynie” i „Ułani, ułani, malowane dzieci”. W tym okresie nawiązała romantyczną relację z reżyserem Januszem Sarneckim. Nieszczęśliwie zakochana w Januszu Sarneckim, próbowała popełnić samobójstwo, strzelając sobie w skroń; nieudany postrzał pozostawił na jej ciele bliznę, którą zakrywała kapeluszami lub toczkami. Po upadku lubelskiego teatru wróciła do Warszawy i, dzięki wstawiennictwu Karola Hanusza, w 1919 podjęła pracę w kabarecie Miraż, po czym powróciła do Sfinksa, gdzie zagrała jedną z głównych ról w spektaklu Na księżycu. Po sprzedaniu budynku siedziby rewii wróciła jako wokalistka do Mirażu, a po jego spaleniu w 1920 wyjechała do Lwowa, gdzie śpiewała w kabarecie „Bagatela” oraz tańczyła w klubie „Ul”. Niedługo później zaczęła występować w Operze Krakowskiej i Teatrze „Lutnia” w Wilnie. Na początku 1923 grała w warszawskim „Stańczyku”. Od marca 1923 rozpoczęła karierę jako szansonistka w kabarecie Qui Pro Quo, w którym występowała do 1931. W 1924 występowała także na zagranicznych scenach – w Niemczech i we Francji. We Włoszech, w Wiedniu i w Paryżu uzupełniała swoją wokalną edukację. Od 1931 występowała również w teatrach: „Banda”, „Wielka Rewia” i „Cyrulik Warszawski”.
Dużą rolę w ukształtowaniu jej scenicznej dojrzałości odegrał Fryderyk Jarosy, pod którego kierunkiem wykształciła swój niepowtarzalny styl, stając się dojrzałą artystką. Sławę, nieprzemijającą do wybuchu wojny, dało jej wykonanie piosenki „Miłość ci wszystko wybaczy” z filmu Szpieg w masce (1933), która, po premierze produkcji filmowej, stała się wizytówką Ordonówny. W wielu miastach Polski dawała liczne koncerty jako artystka sceniczna (diseuse), a także odbywała zagraniczne tournée. Przyjmowano ją entuzjastycznie w Atenach, Bejrucie, Damaszku, Jerozolimie, Tel Awiwie, Kairze, Rydze i w Stanach Zjednoczonych. Występowała także m.in. w Paryżu, Berlinie i w Wiedniu. Samodzielnie przygotowywała kostiumy sceniczne dla siebie, jej partnerem w duecie scenicznym był Igo Sym.

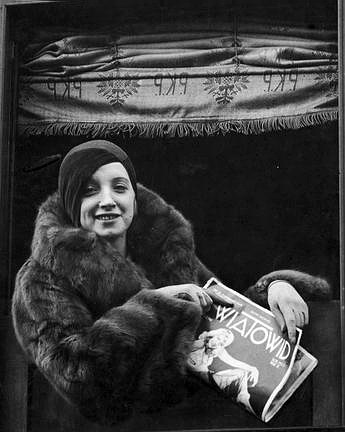
Ordonówna w oknie pociągu, trzymająca w ręku tygodnik „Światowid” (1924–1939)

30 kwietnia 1931 w warszawskim kościele pw. Bożego Ciała wyszła za hrabiego Michała Tyszkiewicza, który był też autorem tekstów wielu jej piosenek. Ich małżeństwo początkowo zostało uznane przez rodzinę hrabiego za mezalians. Przed wybuchem II wojny światowej Tyszkiewiczowie często bywali w Ornianach – posiadłości Michała Tyszkiewicza położonej niedaleko Wilna. W 1922 posiadał majątki ziemskie o powierzchni 15 420 ha. Mimo że została hrabiną, nadal występowała w kabarecie i dodatkowo jeździła konno w rewii cyrkowej. Intensywna praca spowodowała powrót choroby płuc, z której udało jej się wyleczyć dzięki intensywnej opiece męża i lekarzy. Po powrocie do zdrowia koncertowała w Stanach Zjednoczonych, skąd wróciła do Polski w 1939.

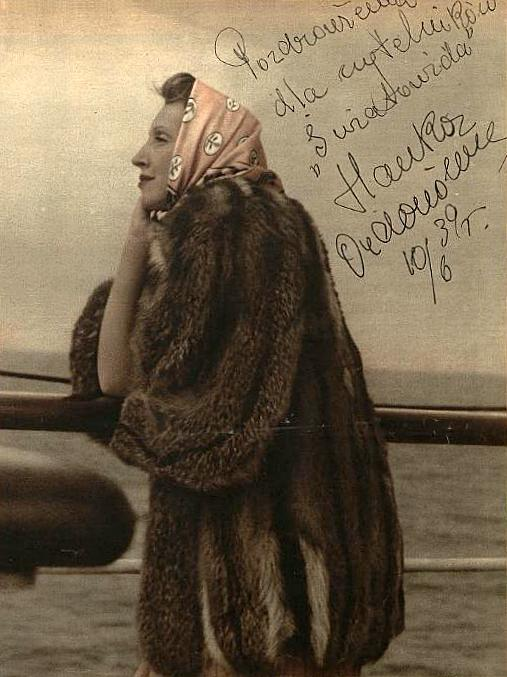
Ordonówna (1939)

Po wybuchu II wojny światowej przebywała początkowo w Warszawie, gdzie jesienią 1939 została uwięziona na Pawiaku. Do jej aresztowania doszło po wcześniej zaaranżowanym spotkaniu z Igo Symem (przedwojennym partnerem scenicznym Ordonówny), który był konfidentem Gestapo. Została zwolniona dzięki staraniom męża – w 1940 Tyszkiewicz otrzymał obywatelstwo litewskie, dzięki czemu udało mu się wydostać żonę z więzienia. Po zwolnieniu Ordonówna z mężem wyjechała do Wilna, gdzie jako obywatele litewscy brali udział w polskim życiu kulturalno-towarzyskim. W Wilnie w latach 1940–1941 grała w Teatrze na Pohulance, w „Lutni” i w Polskim Teatrze Dramatycznym. Kolejny raz aresztowana, tym razem przez NKWD po aneksji Litwy przez ZSRR, została wywieziona do łagru w Uzbekistanie, a jej mąż w głąb Rosji.

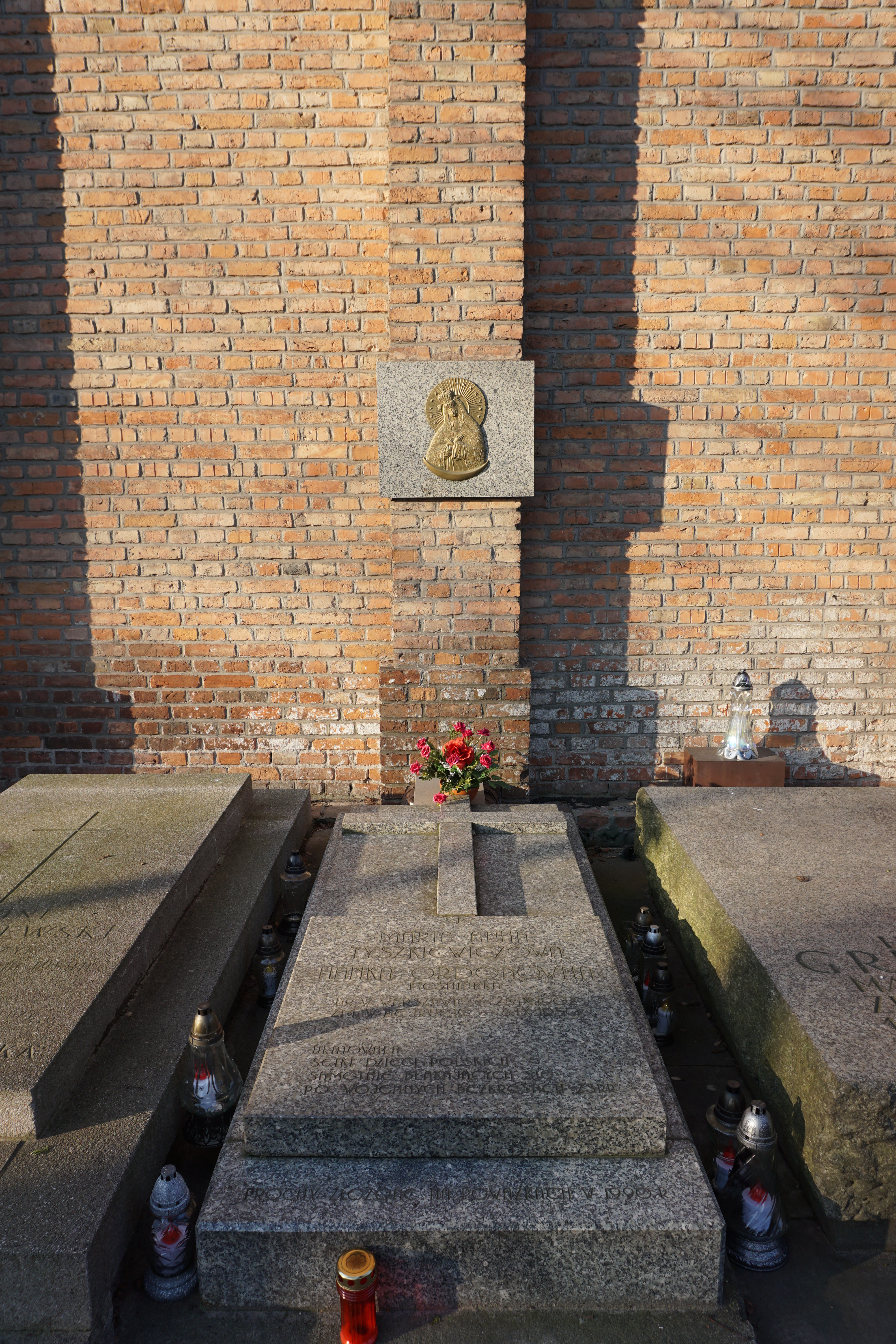
Grób Hanki Ordonówny na cmentarzu Powązkowskim

Trudne warunki życia w czasie zesłania spowodowały nawrót choroby płuc, której już nigdy nie udało się wyleczyć. Po zwolnieniu z zesłania, w następstwie układu Sikorski-Majski, Ordonówna początkowo zorganizowała teatr w polskim ośrodku w Tocku, później zajęła się organizowaniem pomocy dla osieroconych dzieci polskich wygnańców. Z uwagi na zły stan zdrowia wyjechała do Taszkentu. W tym okresie spotkała się ponownie z mężem. Po zerwaniu przez ZSRR stosunków z rządem RP (co nastąpiło po ujawnieniu w 1943 zbrodni katyńskiej) została ewakuowana razem z sierocińcem przez Bombaj w Indiach do Bejrutu w Libanie.
Pogarszający się stan zdrowia zmusił ją do zamieszkania z mężem w Bejrucie i podjęcia poważniejszego leczenia. Tam zorganizowała szereg przedstawień patriotycznych, prowadziła aktorskie kółko dramatyczne i zagrała kilka recitali, poza tym amatorsko zajmowała się malarstwem i pisała wiersze. Ciężko chorowała na gruźlicę. Zmarła na tyfus zarażona przez męża, który pomagał uchodźcom w czasie epidemii. Pochowana została na polskim cmentarzu w Bejrucie. Na jej grobie wykuto napis: „ŚP Maria Hanna Tyszkiewiczowa Hanka Ordonówna. Ur. 25 IX 1902 zm. 8 IX 1950. Tyś jest ucieczką moją od ucieśnienia zachowasz mię i piosenkami radosnego wybawienia uraczysz mię. Ps. XXXII. 7”. W 1990 jej prochy przeniesiono na warszawskie Powązki (aleja zasłużonych, grób 88).

## Publikacje
- Tułacze dzieci (pod pseudonimem Weronika Hort – „H” jak Hanka, „or” jak Ordonówna, „t” jak Tyszkiewicz); pierwsze wydanie: Bejrut 1948, wydania krajowe: 1990 – PIW, 2005 – Wydawnictwo LTW)

## Dyskografia

### Albumy
Płyty analogowe

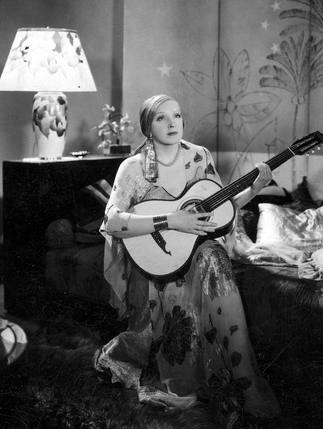
Ordonówna jako Rita Holm w filmie Szpieg w masce (1933)

- 1927–1929: Hanka Ordonówna znakomita Artystka teatru Qui pro quo, Syrena Rekord
- 1929: Hanka Ordonówna artystka teatru „Qui pro quo” śpiew z akompaniamentem skrzypiec i fortepianu, Syrena Electro
- 1929: Hanka Ordonówna artystka teatru „Qui pro quo”, Syrena Electro
- 1929–1930: Hanka Ordonówna artystka teatru „Qui pro quo” śpiew z towarzyszeniem Chóru Dana, Syrena Electro
- 1932: Hanka Ordonówna artystka Scen Warszawskich śpiew z akompaniamentem fortepianu, Syrena Electro
- 1932: Hanka Ordonówna śpiew z akompaniamentem orkiestry Towarzystwa „Syrena Record” oraz towarzyszeniem gitar hawajskich, Syrena Electro
- 1932: Hanka Ordonówna artystka Teatrów Warszawskich, Syrena Electro
- 1933: Hanka Ordonówna śpiew z akompaniamentem Orkiestry Towarzystwa „Syrena Record”, Syrena Electro
- 1934: Hanka Ordonówna śpiew z akompaniamentem Orkiestry „Syrena Record”, Syrena Electro
- 1937–1938: Hanka Ordonówna śpiew z akompaniamentem Orkiestry „Syrena Record”, Syrena Electro

Płyty kompaktowe
- 1992: Miłość ci wszystko wybaczy…
- 1995: Ordonka: Miłość ci wszystko wybaczy
- 2002: Platynowa Kolekcja: Złote przeboje (Polskie Nagrania)
- 2005: Złota kolekcja: Miłość ci wszystko wybaczy (EMI)
- 2005: Gwiazdozbiór polskiej muzyki: Od piosenki do piosenki (Polskie Radio)
- 2006: The Best: Jeśli kochasz mnie (MTJ)
- 2006: Platynowa Kolekcja – Niezapomniane piosenki (Mediaway)
- 2007: Muzyczna kolekcja – Niezapomniane piosenki (Universal)
- 2009: Piosenki znane i nieznane (4ever Music)

### Piosenki

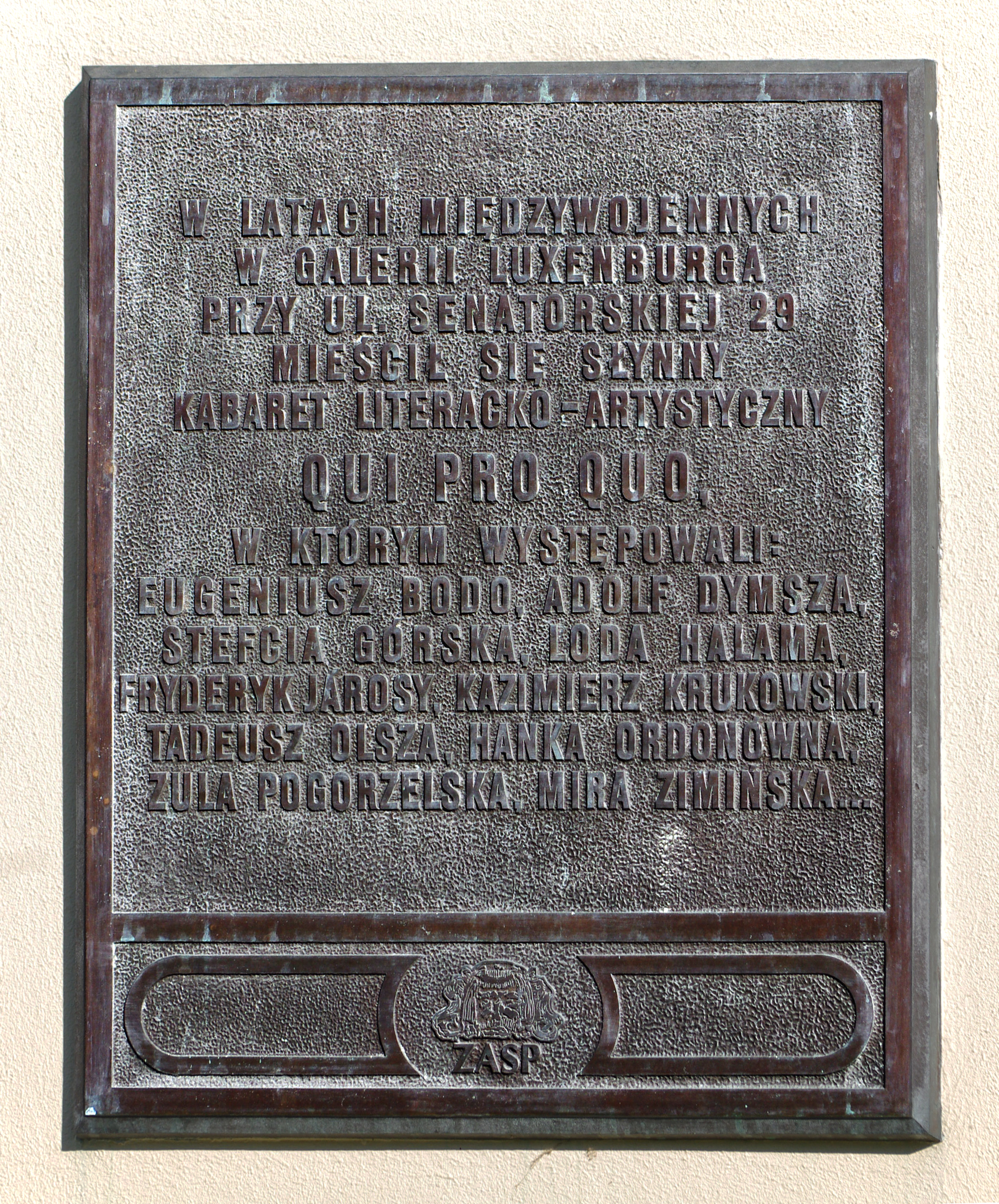
Tablica upamiętniająca teatrzyk Qui Pro Quo i jego artystów na Senatorskiej 29/31 w Warszawie

- „Miłość ci wszystko wybaczy” (Henryk Wars, Julian Tuwim[a])
- „Na pierwszy znak” (Henryk Wars, Julian Tuwim[a])
- „Błękitny Express” (Leon Boruński, Hanka Ordonówna)
- „Jak dym z papierosa” (J. Bos, Hanka Ordonówna)
- „Kochany” (Delfin, Hanka Ordonówna)
- „Czy tak, czy nie” (W. Hudson, Jerzy Jurandot)
- „Trudno” (T. Müller, E. Schlechter)
- „Jeśli kochasz mnie” (T. Müller, Emanuel Schlechter)
- „Wystarczy jedno słowo” (G. Kramer, J. Gerżabek)
- „Manola” (Orejon)
- „Szczęście raz się uśmiecha” (Henryk Wars, Emanuel Schlechter)
- „Gdy jesień się zaczyna” (M.T.)
- „Piosenka o zagubionym sercu” (Henryk Wars, A.M. Świnarski)
- „Córka kata” (ballada starofrancuska, Marian Hemar)
- „Już się wie” (Lang)
- „Fiakier” (Melodysta, Michał Tyszkiewicz)
- „Uliczka w Barcelonie” (muz. Alberto Laporte / Otelo Gasparini, sł. Michał Tyszkiewicz)

## Wybrane przedstawienia teatralne i kabaretowe
- 1939: Kto kogo, Tip–top

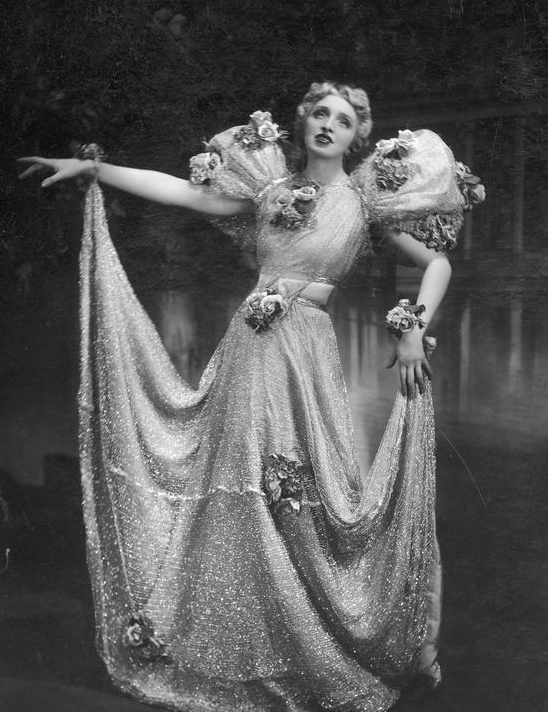
Rewia wiosenna „Słońce w Cyruliku” w Teatrze „Cyrulik Warszawski” w Warszawie (1937)

- 1937: Jaś w raju bram, Cyrulik Warszawski
- 1935: Poskromienie złośnicy jako Kasia, Teatr im. Juliusza Słowackiego w Krakowie
- 1935: Ptak jako Burmistrzanka, Teatr im. Juliusza Słowackiego w Krakowie
- 1935: Rajski ogród jako Mary Berger, Teatr im. Juliusza Słowackiego w Krakowie
- 1935: Dla ciebie, Warszawo
- 1933: Eros i Psyche jako Psyche, Teatr im. Juliusza Słowackiego w Krakowie
- 1933: Co tylko chcecie jako Viola, Teatr im. Juliusza Słowackiego w Krakowie
- 1932: Banda, naprzód, teatr Banda
- 1931: Małżeństwo Fredeny
- 1930: Budżet wiosenny, teatr Qui Pro Quo
- 1930: Dookoła Bartel, teatr Qui Pro Quo
- 1929: Jubileusz Qui Pro Quo, teatr Qui Pro Quo
- 1928: Czy Anna jest panna, teatr Qui Pro Quo
- 1927: Pstryk, teatr Qui Pro Quo
- 1927: Sałatka majowa, teatr Qui Pro Quo
- 1926: Puść go kantem, teatr Qui Pro Quo
- 1925: A tymczasem pod łóżkiem, teatr Qui Pro Quo
- 1925: Pamiętniki wielkich ludzi, teatr Qui Pro Quo
- 1923: Warto zobaczyć
- 1923: Na księżycu, teatr Sfinks
- 1918: W naszej kochanej Warszawie, teatr Sfinks

## Filmografia
- 1937: Parada Warszawy

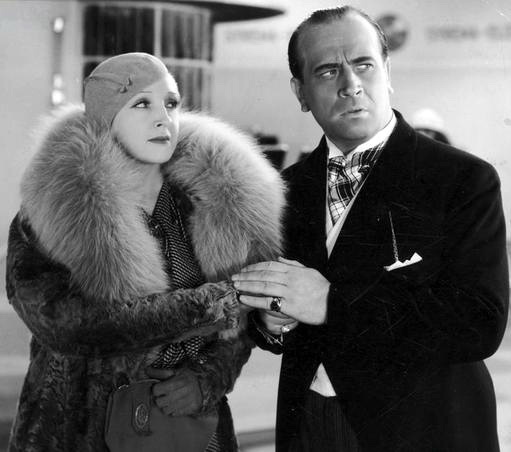
Hanka Ordonówna i Bogusław Samborski w filmie Szpieg w masce (1933)

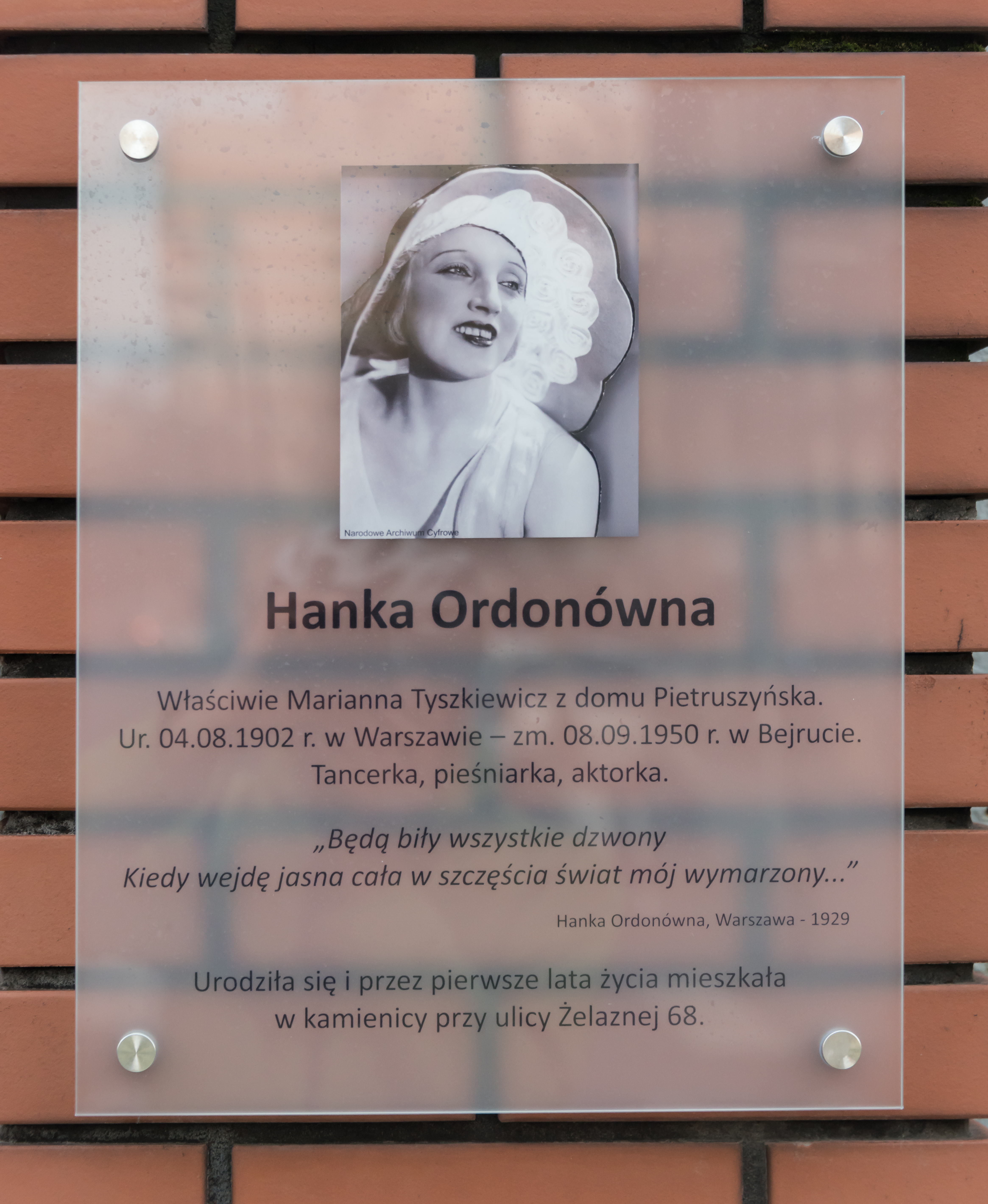
Tablica pamiątkowa przy ul. Żelaznej 71 w Warszawie

- 1933: Szpieg w masce jako Rita Holm
- 1933: Wyrok życia
- 1927: Orlę jako tancerka, przyjaciółka Stonora
- 1923: Niewolnica miłości

## Upamiętnienie
- W 1991 roku jej imię nadano Szkole Podstawowej nr 209 w Warszawie[31].
- Tablica pamiątkowa umieszczona w 2023 roku na ogrodzeniu Szkoły Podstawowej nr 221 przy ul. Żelaznej 71 w Warszawie, w pobliżu miejsca, w którym się urodziła[7].

## Hanka Ordonówna w filmie
Hanka Ordonówna jest główną bohaterką filmu Miłość ci wszystko wybaczy z 1982 w reżyserii Janusza Rzeszewskiego. W jej postać wcieliła się Dorota Stalińska, którą w piosenkach dubbingowała Hanna Banaszak.